# Salto do Jacuí
Salto do Jacuí is een gemeente in de Braziliaanse deelstaat Rio Grande do Sul. De gemeente telt 12.770 inwoners (schatting 2009).

## Hydrografie
De plaats ligt aan de rivier de Jacuí.

## Aangrenzende gemeenten
De gemeente grenst aan Estrela Velha, Fortaleza dos Valos, Jacuizinho en Júlio de Castilhos.

## Verkeer en vervoer
De plaats ligt aan de weg BR-481.